# In Ekstase
In Ekstase (In Ekstasy nella versione inglese) è il terzo album solista della cantante tedesca Nina Hagen, pubblicato il 10 gennaio 1985 dalla Columbia Records.

## Singoli
I singoli estratti dal disco sono due: Universal Radio e Spirit in the Sky, una cover della celebre ed omonima canzone di Norman Greenbaum.

## Tracce
1. Universal Radio (Ron Dumas) – 3:35
2. Gods of Aquarius (Nina Hagen, Karl Rucker) – 3:27
3. Russian Reggae (Hagen, Rucker, Michael Dosco) – 4:35
4. My Way (Hagen, Gilles Thibaut, Claude François, Jacques Revaux, Paul Anka) – 4:26
5. 1985 Ekstasy Drive (Hagen, Rucker, Billy Liesegang, Peter Krause) – 3:20
6. Prima Nina in Ekstasy (Hagen, Rucker) – 4:28
7. Spirit in the Sky (Norman Greenbaum) – 5:15
8. Atomic Flash Deluxe (Hagen, Dr. Livingstone, Max Lorentz) – 4:02
9. The Lord's Prayer (Hagen, Rucker) – 3:21
10. Gott Im Himmel (Hagen) – 1:16